# Brebissonia boeckii
Brebissonia boeckii là một loài thực vật có hoa trong họ Anh thảo chiều. Loài này được (Ehrenb.) O'Meara mô tả khoa học đầu tiên năm 1875.